# 루마니아 전선
루마니아 전선(루마니아어: Frontul Românesc 프론툴 로므네스[*])은 루마니아의 온건 파시즘 정당이다. 1935년 총리 알렉산드루 바이다보에보드가 창당하였고, 중도우파 성향의 주류 국민농민당에서 유래되었다. 바이다는 국민농민당 소속이었으나 나중에 탈당하여 만들었다.